# Талос (бог)

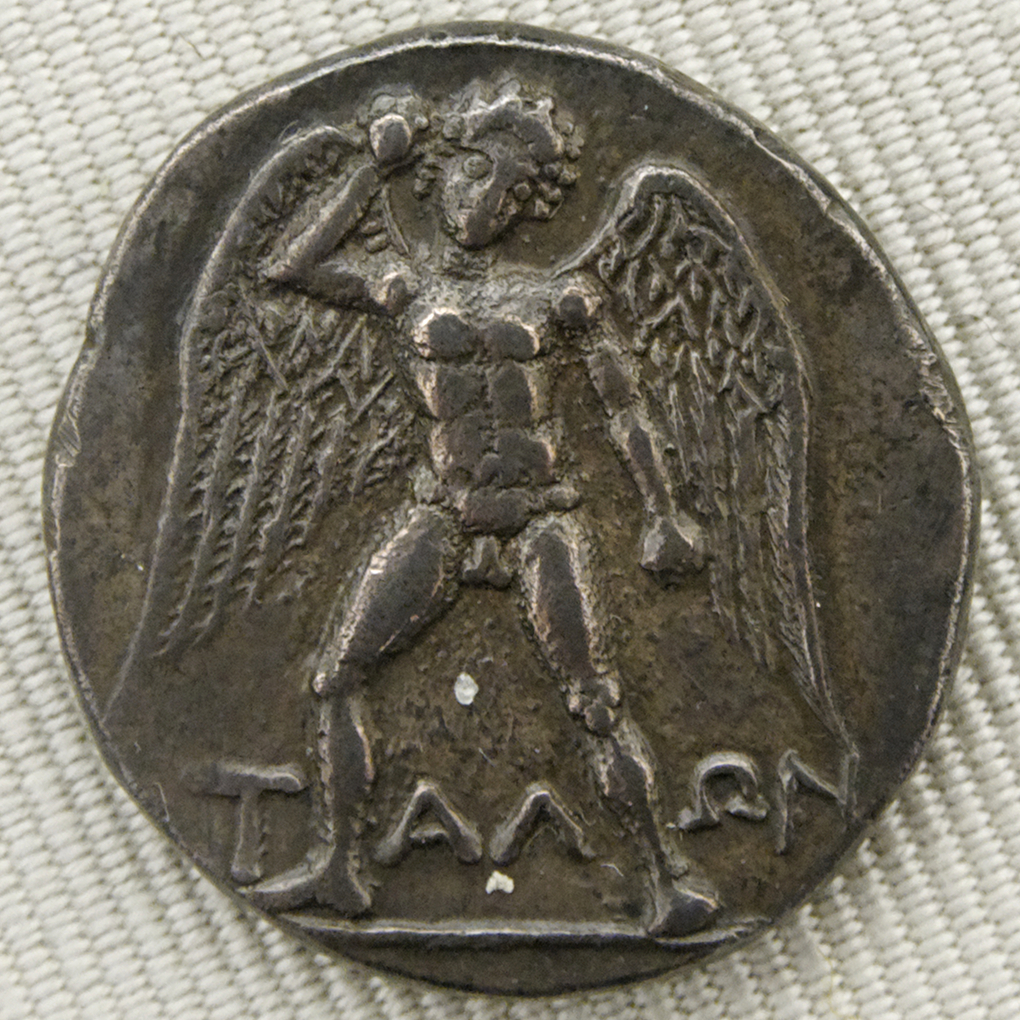
Бог Талос

Талос (др.-греч. Τάλως), согласно спартанскому мифографу Кинефону — отец Гефеста. По распространённому преданию (например, у Гомера), Гефест был сыном Зевса и Геры. Это разногласие, вероятно, объясняется недоразумением Кинефона: Зевс носит прозвище Ταλλαϊος, вероятно, как олицетворение Солнца.